# Hypanthidioides chapadicola
Hypanthidioides chapadicola är en biart som först beskrevs av Urban 1998.  Hypanthidioides chapadicola ingår i släktet Hypanthidioides och familjen buksamlarbin. Inga underarter finns listade i Catalogue of Life.